# 小杉善助
小杉 善助（こすぎ ぜんすけ、1862年11月23日〈文久2年10月2日〉 - 1929年〈昭和4年〉2月8日）は、明治から昭和時代戦前の政治家。福島県福島市長。

## 経歴
先代善助の長男として、のちの福島市荒町に生まれる。1889年（明治22年）27歳で福島町会議員に当選。1894年（明治27年）福島蚕糸米穀取引所を設立し、翌年理事長。1903年（明治36年）福島県農工銀行監査役となり、1907年（明治40年）福島市会議長、1911年（明治44年）福島県会副議長を経て、1925年（大正14年）9月、福島市長に就任した。1929年（昭和4年）2月、在任中に死去した。